# На плечах гигантов (книга)
На плечах гигантов (англ. On the Shoulders of Giants) ― научно-популярный сборник статей,  отредактированных и с комментариями выдающегося британского физика-теоретика Стивена Хокинга. Книга впервые вышла в свет в издательстве «Running Press» в 2002 году.

## Содержание
В книгу включены отрывки из следующих произведений на английском языке:
- «О вращении небесных сфер» Коперника, объясняющей его теории гелиоцентризма: что Солнце, а не Земля, находится в центре Вселенной
- «Две новые науки» Галилео Галилея, объясняющие его открытия в физике
- «Тайна мироздания», «Harmonices Mundi» и «Рудольфинские таблицы» Иоганна Кеплера, в которых описывается теории и наблюдения Кеплера в астрономии
- «Математические начала натуральной философии» сэра Исаака Ньютона
- Принцип относительности Альберта Эйнштейна

В книгу также включены пять критических эссе Хокинга и биографии самого Хокинга и пяти учёных, чьи работы вошли в сборник.
Авторы сборника пишут о том, что понадобились века и смелость нескольких учёных, чтобы дать верные ответы на фундаментальные вопросы о Вселенной. 
В книге рассказывается о таких учёных, как Николай Коперник, написавший трактат «О вращении небесных сфер», Галилео Галилей («Диалог о двух  главнейших системах мира»), Иоганн Кеплер («Гармония мира»), Исаак Ньютон («Математические начала натуральной философии») и Альберт Эйнштейн (работы по теории относительности). Все эти учёные открыли современникам глаза на то, как устроен небесный свод и что происходит за пределами видимости телескопа. Именно эти работы и эти идеи изменили направление научной мысли, а более ранние — ознаменовали переход от Средневековья к современности. 
Читатель этой книги может проследить глобальную эволюцию астрофизических воззрений и ход мыслей гениальных учёных прошлых веков и современности.

## Издание в России
Книга была переведена на русский язык и вышла в свет в издательстве «АСТ» в 2018 году. ISBN 978-5-17-982752-8.